# Рейндерс, Йоп
Йоханнес Маттеюс (Йоп) Рейндерс (нидерл. Johannes Mattheus "Joop" Rijnders; 1 декабря 1899, Амстердам — 20 августа 1937, там же) — нидерландский футболист, игравший на позиции полузащитника, выступал за амстердамский «Аякс».

## Спортивная карьера
В 1923 году Йоп Рейдерс вступил в футбольный клуб «Аякс». На тот момент он проживал в южной части Амстердама по адресу ван Остадестрат 180. Играл за резервный состав «Аякс 2».. В основном составе дебютировал 13 января 1924 года в товарищеском матче против клуба «Бе Квик», сыграв в полузащите вместе с Йопом Мартенсом и Андре де Крёйффом — в гостях его команда одержала победу со счётом 1:3.
В чемпионате Нидерландов Йоп впервые сыграл 20 января 1924 года на выезде в Роттердаме против «Фейеноорда». Встреча между командами завершилась победой амстердамцев со счётом 1:3. В дебютном сезоне Рейндерс принял участие в семи матчах чемпионата, по итогам которого «Аякс» занял шестое место в своей группе.
В следующем сезоне он сыграл в четырёх матчах чемпионата и трёх играх Кубка Нидерландов. В последний раз в составе «Аякса» выходил на поле в августе 1925 года во время товарищеского турнира.

## Личная жизнь
Йоп родился в декабре 1899 года в Амстердаме. Отец — Албертюс Йоханнес Маринюс Рейндерс, был родом из Утрехта, мать — Фроника де Врис, родилась в Роттердаме. Помимо Йопа, в семье было ещё шестеро детей: сыновья Албертюс, Йозеф и Виллем, дочери Антония Йоханна, Йозефина Вероника и Корнелия Берта.
Женился в возрасте двадцати шести лет — его избранницей стала 29-летняя Силвия Маргарета Мерле, уроженка Амстердама. Их брак был зарегистрирован 2 сентября 1926 года в Амстердаме.
Умер 20 августа 1937 года в Амстердаме в возрасте 37 лет.